# &PROUD
&PROUD (pronunciado: "And Proud") es una organización sin fines de lucro en Rangún, Birmania, que organiza eventos culturales y artísticos LGBTIQ (lesbianas, gays, bisexuales, transgénero, intersexuales, queer). &PROUD es más conocida por su festival anual del Orgullo de Rangún, que se lleva a cabo durante dos fines de semana a fines de enero. El festival incluye el Festival de Cine LGBTIQ &PROUD, que generalmente se lleva a cabo durante el segundo fin de semana. Además, hay un programa "On The Road" que lleva proyecciones de películas a otras ciudades, pueblos y universidades de Birmania.
Desde 2019, &PROUD administra un espacio comunitario LGBTIQ en el barrio de Sanchaung de Rangún, así como un servicio de salud mental llamado Yin Pwint Yar ("Abre tu corazón"). La organización recibe fondos de donantes internacionales como embajadas, organizaciones de la ONU y OING.

## Historia
&PROUD fue fundada en 2014 por 3 cofundadores, con el respaldo de Colors Rainbows  (la principal organización de derechos LGBT en Birmania). En ese momento, no había grandes eventos públicos LGBT en Birmania, y las relaciones entre personas del mismo sexo siguen siendo ilegales en Birmania hasta la fecha.
La primera actividad de &PROUD fue una exposición de fotografía queer con trabajos de Birmania y Vietnam. Como la exposición fue un éxito y sin ninguna interferencia del gobierno, el primer festival de cine LGBT se organizó en el Instituto Francés de Rangún en noviembre de 2014. Entre 2014 y 2017, &PROUD continuó organizando un festival de cine y una exposición de fotografía anuales, así como talleres de realización de películas y pequeñas proyecciones en Birmania.
En 2018, la organización recibió permiso del gobierno para organizar el festival en el parque Thakhin Mya en el centro de Rangún. Ese año, el festival se celebró durante 2 fines de semana a fines de enero, y el primer fin de semana fue un gran evento del Orgullo en el parque. En 2019, el festival cambió su nombre para convertirse en Yangon Pride ("Orgullo de Rangún") y el River Pride Boat Parade se agregó como un evento anual.

## Festival de Cine
El Festival de Cine LGBTQ &PROUD de Rangún tuvo su primera edición del 14 al 16 de noviembre durante el año 2014 en el Instituto Francés de Rangún. El festival exhibe películas sobre las vidas LGBTI asiáticas y combina proyecciones de películas con debates, actuaciones y fiestas.
La edición de 2015 se trasladó de noviembre a enero de 2016 debido a las elecciones generales de Birmania de 2015. Se celebró en el Instituto Francés entre el 28 y el 31 de enero y atrajo a 3500 visitantes durante cuatro días. Para la tercera edición, el festival regresará al Instituto Francés del 26 al 29 de enero en 2017. El Festival de Cine &PROUD es miembro fundador de la Alianza de Festivales de Cine Queer de Asia y el Pacífico (APQFFA).

## &PROUD Photo
Una de las principales actividades de &PROUD es la exposición fotográfica anual que se realiza en la galería Myanmar Deitta, que coincide con el Día Internacional contra la Homofobia, la Transfobia y la Bifobia (IDAHOTB, por sus siglas en inglés), el 17 de mayo. En el período previo a la exposición, se organiza un concurso de fotografía en el que se aceptan fotografías que retraten a la comunidad LGBT de Birmania de una manera positiva. La exposición, que dura una semana, combina las mejores fotografías del concurso con una exposición de un fotógrafo destacado del sudeste asiático.
En 2014, se exhibió la obra de la fotógrafa vietnamita Maika Elan, "The Pink Choice", que fue una de las ganadoras del Premio World Press Photo of the Year 2013. La edición de 2015 mostró "Continuum", del fotógrafo malasio kG Krishnan, sobre las mujeres transgénero de Kuala Lumpur. La edición de 2016 mostró el trabajo de Vlad Sohkin, titulado "Being Gay in Papua New Guinea" ("Ser gay en Papúa Nueva Guinea").